# Mary Wineberg
Mary Wineberg (születési nevén: Mary Danner) (New York, 1980. január 3. –) olimpiai bajnok amerikai atléta, futó.

## Pályafutása
2003-ban bronz-, majd 2006-ban ezüstérmet szerzett a fedett pályás világbajnokságon a négyszer négyszázas amerikai váltó tagjaként. 2007-ben az oszakai világbajnokságon győzött a váltóval.
Pályafutása alatt eddig egyetlen alkalommal, Pekingben szerepelt az olimpiai játékokon. Két versenyszámban, egyéniben és váltóval is elindult négyszázon. Előbbin nem jutott túl az elődöntőn, míg utóbbival aranyérmes lett. Allyson Felix, Monique Henderson és Sanya Richards társaként 3:18,54-es időeredménnyel teljesítette a távot, mindössze 0,28 másodperces előnyben az oroszok váltója előtt.

## Egyéni legjobbjai
- 200 méteres síkfutás (szabadtér) - 23,48 s (2008)
- 200 méteres síkfutás (fedett) - 23,66 s (2008)
- 300 méteres síkfutás - 37,60 s (2007)
- 400 méteres síkfutás (szabadtér) - 50,24 s (2007)
- 400 méteres síkfutás (fedett) - 52,23 s (2008)